# Augraben (Luppe)
Der Augraben ist ein Bach in Sachsen und Sachsen-Anhalt und ein linksseitiger Zufluss der Luppe. Er war ursprünglich ein Nebenarm des Zschampert und wird teilweise heute noch so bezeichnet. Der Augraben war mit dem Zschampert aber schon vor dessen Begradigung nicht mehr verbunden.
Der heute größtenteils verwendete Name Augraben ist seit 1940 nachgewiesen. Er entspringt als Entwässerungsgraben westlich des neuen Zschampert im Schkeuditzer Ortsteil Dölzig und mündet nach etwa 6,8 Kilometern bei Dölkau, einem Ortsteil von Leuna, in die Luppe.
Ab Horburg-Maßlau fließt der Augraben oberflächennah durch den als Naturschutzgebiet ausgeschriebenen Auwald. Er verzweigt sich nahe Dölkau mehrfach und speist mit seinem südlichsten Abzweig den Schlossteich Dölkau, welcher danach direkt linksseitig in die Alte Luppe entwässert. Die übrigen Nebenarme vereinigen sich nördlich des Schlossteiches. Der verbliebene Arm unterquert anschließend in der Nähe der Königseiche die Luppe mit einem Düker und mündet bei Zöschen rechtsseitig in die Luppe.